# Gunnar Tallberg
Gunnar Tallberg (* 23. Dezember 1881 in Helsinki; † 27. August 1931 ebenda) war ein finnischer Segler.

## Erfolge
Gunnar Tallberg, der Mitglied von Nyländska Jaktklubben war, nahm an den  Olympischen Spielen 1912 in Stockholm in der 8-Meter-Klasse als Crewmitglied der Lucky Girl teil. Bei der in Nynäshamn stattfindenden Regatta gelang dem finnischen Boot ebenso wie der schwedischen Sans Atout in insgesamt zwei Wettfahrten jeweils ein zweiter Platz, sodass es zum Stechen zwischen diesen beiden Booten kam, in dem sich die Sans Atout durchsetzte. Damit erhielt Tallberg neben den übrigen Crewmitgliedern Arthur Ahnger, Emil Lindh und Georg Westling die Bronzemedaille. Skipper war sein Bruder Bertil Tallberg.
Neben Bertil Tallberg waren auch zahlreiche weitere Familienmitglieder Tallbergs bei olympischen Segelregatten aktiv. Seine Großneffen Henrik, Johan und Peter Tallberg segelten ebenso bei Olympia wie Mathias Tallberg, der Sohn von Peter Tallberg.